# Machaeropterus deliciosus
Il manachino delizioso (Machaeropterus deliciosus (Sclater, 1852)) è un piccolo uccello della famiglia Pipridae, diffuso nella zona tropicale del Nuovo Mondo.
In particolare, M. deliciosus è una specie nidificante stanziale nella foresta nebulosa sulle pendici occidentali delle Ande, in Colombia sudoccidentale ed Ecuador nordoccidentale, ad altitudini comprese fra 600 e 1600 metri.
Il maschio del manachino delizioso possiede la particolarità di emettere un suono battendo le ali, che possiedono strutture modificate appositamente a questo fine. Il suono, dal timbro simile a quello di un violino, è usato per attrarre le femmine.

## Descrizione
M. deliciosus è lungo circa 12,5 cm dal becco alla punta della coda. Il maschio ha il corpo di colore che passa dal rosso scarlatto della sommità del capo, sopra gli occhi, al rosso chiaro della testa, che sfuma verso tonalità via via più scura procedendo verso la parte posteriore del corpo, fino ad arrivare al nero della coda. Le ali sono prevalentemente nere, ma con una macchia gialla nella parte anteriore e le penne interne di colore bianco e di forma caratteristica. Bianca è anche la parte inferiore delle ali. La femmina ha invece il corpo di colore verde oliva, ma arricchito da varie sfumature: la testa ha sfumautre rosso cannella, la gola è biancastra e macchie bianche compaiono anche sulle ali. Il centro dell'addome è di tonalità gialla.

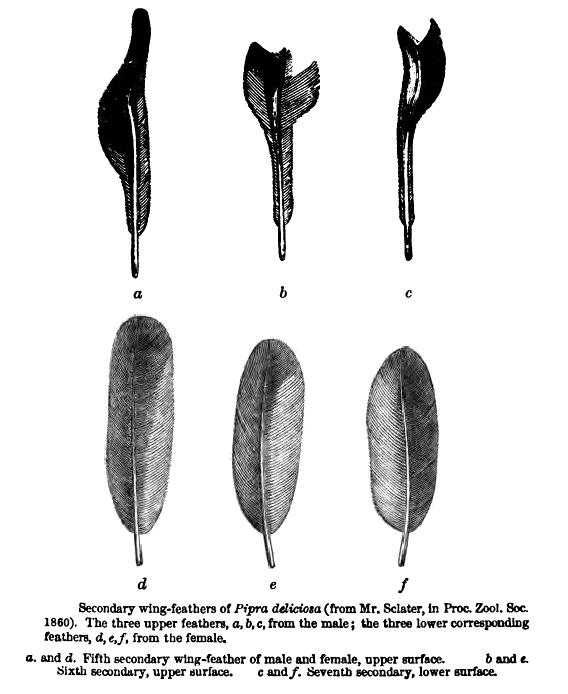
Ala del manachino. Le strutture furono notate per la prima volta da Philip Lutley Sclater nel 1860, e gli adattamenti per l'emissione sonora vennero discussi da Charles Darwin nel 1871.

Il manachino delizioso maschio è noto per il suono meccanico che può produrre utilizzando le sue ali. La possibilità di emettere suoni usando le penne remiganti secondarie è un tratto condiviso dai maschi di molte altre specie di manachini, che adattarono le loro ali a questo scopo per sfruttare l'attrazione per il suono mostrata dalle femmine della propria specie, aumentando quindi le proprie possibilità riproduttive secondo il meccanismo della selezione sessuale descritto da Charles Darwin. Il manachino delizioso è però un esempio estremo di questa caratteristica, perché il suono emesso non è un semplice rumore, ma ha un timbro musicale che ricorda quello di un violino.

### Meccanismo di fonazione
Ogni ala del manachino delizioso possiede una coppia di remiganti secondarie (precisamente la sesta e la settima) modificate per agire come risonatori accoppiati, mentre le altre remiganti oscillano in fase con esse durante l'emissione sonora, che consiste in un "Tic-Tic-Ting" squillante. I due brevi "tic" iniziali sono emessi quando il manachino inizia a scuotere le ali, mentre il "ting", più prolungato, è prodotto quando le ali vengono sollevate dietro il dorso. Eccetto che per la durata, i due suoni hanno caratteristiche acustiche molto simili: il "tic" ha una frequenza di picco di 1,59 kHz, mentre quella del "ting" è di 1,49 kHz.

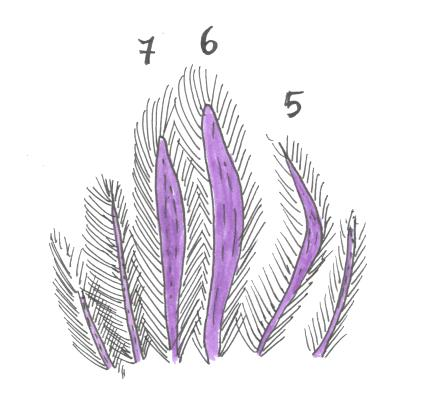
Le remiganti secondarie del manachino

A differenza della norma, nel manachino le prime cinque remiganti secondarie dalla prima alla quinta mostrano un rachide gradualmente crescente, e una transizione sempre più marcata da un restringimento continuo ad uno brusco. Dopo l'improvviso restringimento sulla quinta secondaria, il rachide si curva medialmente e, quando le ali sono a riposo, va a toccare della sesta remigante. Inoltre, nella sesta e settima remigante, una torsione del rachide porta la superficie dorsale della penna ad essere ruotata in senso mediale. La sesta remigante possiede solchi, mentre la settima ha una punta incurvata. Quando il manachino sbatte le ali, la coppia più interna di queste penne modificate (ovvero le settime remiganti delle due ali) impatta dietro il dorso. Immediatamente dopo la collisione, le ali vibrano lateralmente e medialmente, separando le penne di pochi millimetri, ma, immediatamente dopo, le penne tornano in contatto tramite adduzione. Questo processo dura appena 9 ms, con una frequenza quindi leggermente superiore ai 100 Hz. Ad ogni collisione, la quinta remigante, come l'archetto di un violino, scivola lungo i solchi della sesta, e genera vibrazioni in quest'ultima e nella settima. Poiché i solchi della sesta penna sono sette, e vengono urtati due volte ad ogni battito, il suono prodotto ha una frequenza di 14 volte superiore a quella del battito. È proprio questo effetto di moltiplicazione della frequenza che spiega l'altezza di circa 1500 Hz dei "tic" e dei "ting".

### Modifiche alle ali
Il sostegno addizionale richiesto per un movimento alare di questa velocità è dato dalle ossa sovradimensionate. L'ulna del manachino maschio è modificata in modo da avere protuberanze e rientranze per reggere le ali, e la sua larghezza è quattro volte quella consueta. Un altro tratto insolito del manachino è il fatto di avere le ossa alari piene, mentre la maggior parte degli uccelli le hanno cave per facilitare il volo.

### Riproduzione
La femmina del manachino depone due uova per covata. L'incubazione dura dai 18 ai 21 giorni.

## Distribuzione e habitat
Il manachino delizioso è presente sulle pendici occidentali delle Ande della Colombia sudoccidentale (a sud di Risaralda) e dell'Ecuador occidentale (a sud di Pichincha, nonché a El Oro e Loja occidentale).

## Tassonomia
A causa delle modifiche così pronunciate alle remiganti, il manachino delizioso fu inizialmente posto in un genere monotipico, Allocotopterus. Visto però che anche altri manachini possiedono ali similmente modificate – anche se in modo meno spinto – questa specie è stata ricompresa nel genere Machaeropterus.